# Advances in Carbohydrate Chemistry and Biochemistry
Advances in Carbohydrate Chemistry and Biochemistry, üblicherweise abgekürzt als Adv. Carbohydr. Chem. Biochem., ist eine Wissenschaftliche Fachzeitschrift, die sich vor allem mit der Chemie der Kohlenhydrate und damit im Zusammenhang stehenden Fragen der Biochemie beschäftigt. Den aktuellen Namen trägt die Zeitschrift seit dem 24. Band im Jahr 1969. Davor wurde sie durch Academic Press herausgegeben und trug den Titel Advances in Carbohydrate Chemistry, üblicherweise als Adv. Carbohydr. Chem. abgekürzt. Die vorangegangene Zeitschrift hatte die Print-ISSN 0096-5332 und die Online-ISSN 1875-6425. Sie endete mit dem 23. Band im Jahr 1968. Die alten Bände 1–23 sind im Internet abrufbar.